# Антифашизам
Антифашизам је заједнички назив за све групе, организације и идеологије које се супротстављају фашизму и нацизму, неофашистичком и неонацистичком покрету и њиховим идеолошким обрасцима.
Израз је у употребу ушао од средине 1920-их када је означавао противнике италијанског фашизма, режима кога је у Италији успоставио Бенито Мусолини; касније се почео користити за режиме и покрете који су у њему пронашли одређену инспирацију, а од којих је најпознатији њемачки националсоцијализам. С обзиром да су се ти режими везивали уз Силе Осовине у Другом свјетском рату, израз „антифашизам“ је постао један од заједничких именилаца за њима супротстављену Антихитлеровску коалицију. Такво схватање се задржало и годинама након рата, односно антифашизам се сматра једном од универзалних вриједности о чијој позитивној конотацији постоји најшири могући консензус.
Антифашизам спада међу кључне историјске појмове 20. вијека. Његова борба на живот и смрт са фашизмом, која је трајала више од 20 година, мобилисала је десетине милиона људи и оставила дубоког трага у друштвима на свим континентима. Иако је антифашизам у ратном сукобу однио побједу, вјерује се да претња од фашизма није нестала и да се, самим тим, антифашизам не може препустити ропотарници историје.
Уз антифашизам се однедавно користи и израз антифа, иако је он углавном везан уз организације савремене крајње љевице.

## Дефиниција
За разлику од антикомунизма, израз антифашизам је теже дефинисати, прије свега због тога што не постоји чврсти консензус шта је „фашизам“, као и због тога што се често злоупотребљава као епитет. Због тога није ријеткост да двије сукобљене стране истовремено за себе тврде да су „антифашисти“ и тако настоје стећи симпатије у домаћој и међународној јавности. За то као примјер може послужити Партизанско-четнички сукоб, када су и Народноослободилачки и Равногорски покрет за себе тврдили да се боре против „фашиста“.
Публициста Срђан Милошевић сматра да су вриједности изворног антифашизма интернационализам, толеранција према разним облицима различитости, еманципација од есенцијализовања тих различитости, и нарочито, маргинализовање националних, вјерских, родних, сексуалних, политичких и других различитости као политички битних карактеристика и фактора моралног, или ма ког другог вредновања човјека. Антифашизам, у својој историјског традицији, јесте прогресивна идеја и морални став, прије него идеологија, и подразумијева константно ширење базе слободе и толеранције. Он закључује, „као што је дискриминација кључна реч фашизма, тако је антидискриминација кључна реч антифашизма“.

## Историја антифашизма
Историјски посматрано, антифашизам се јавља у периоду између два свјетска рата, као одговор на претњу од фашизма. Будући да се фашизам одликовао милитаризмом и експанзионизмом, антифашизам је у својим почецима иступао као изразито антиратни, односно пацифистички покрет.
Међутим, од времена Шпанског грађанског рата (1936–1939) антифашистички покрет је заузео борбену позицију. Заузимање борбеног става према фашизму имало је велику важност, јер је половином тридесетих година постало јасно да се фашизам не може пацификовати и да га изостанак отпора на његовом тријумфалном путу само храни и оснажује. Шпанија 1936. била је прва тачка на којој је антифашистички покрет демонстрирао свој отпор: иако се та драматична епизода завршила поразом антифашиста, она је остала инспиративан примјер цијелом антифашистичком блоку у његовим каснијим, у почетку такође неуспешним, али затим све успешнијим борбама против фашизма.
Мислим да се слободно може рећи да је већина политички свјесних студената моје генерације сматрала да треба да се бори у Шпанији, а оне који се нису борили гризла је савјест. Невјероватан талас добровољаца који су отишли да се боре за Републику јединствен је у 20. вијеку.— Ерик Хобсбом
Шпански грађански рат је био кључан јер је схваћен као европски рат између фашизма и антифашизма, безмало као прва битка у предстојећем свјетском рату, чије је неке карактеристичне аспекте наговијестио.

## Антифашизам у Југославији

### Појава фашизма у Италији
У Југославији је, захваљујући великом броју спорова са тадашњом италијанском државом, фашизам од самог почетка био пажљиво праћен и од њега је већ током двадесетих година прошлог вијека постојала извјесна бојазан. Савременици су писали да су дубока друштвена и политичка криза у тој земљи („социјално беспуће“), као и слабост радничког покрета, довели на власт један маргинални покрет, финансиран од стране крупног капитала и организационо потпомогнут од стране војске. Ту анализу употпуњавала је и оцјена посматрача да фашистички покрет представља мрачну појаву, што се огледало и у чињеници да је омогућавао „друштвеном талогу“ („фукари“) да избије у први план. Међутим, опасност од фашизма прије свега је виђена у његовом друштвено хомогенизујућем утицају и експанзионистичком карактеру, у чему се, наравно, и огледала претња за тадашњу југословенску државу. Пратило се и дјеловање италијанског антифашистичког покрета, прије свега оних група које су дјеловале у емиграцији, као што су биле Concentrazione antifascista (основана у Паризу, Giustizia e libertà и другдје).

### Успон националсоцијализма у Њемачкој
Међутим, након 1933. године и доласка националсоцијалиста на власт у Њемачкој, пажња југословенске јавности све више је окренута Њемачкој, док се Италији и италијанском фашизму посвијећује далеко мања пажња. Разлози за такав однос јавности вјероватно леже у схватању савременика да би, без тријумфа нациста у Њемачкој, фашизам остао само италијански феномен и да се „идеја фашизма као универзалног покрета, неке врсте десничарског еквивалента међународном комунизму, са Берлином као својом Москвом, не би развила“. Од тог времена запажа се политичка поларизација, то јест, подјела на антифашисте и фашисте и у Југославији: љевичарски кругови (од КПЈ, преко других лијевих политичких група, до независних интелектуалаца) били су од самог почетка антифашистички оријентисани и то су често и јасно манифестовали, док је у такозваним грађанским круговима антифашизам био углавном слабашан, тих, често непрепознатљив, сводећи се на морално, али не и политичко опредјељење. Неријетко се то антифашистичко опрједељење у грађанским круговима повлачило пред гласним комунистичким испољавањем антифашизма, прије свега усљед бојазни од самог комунизма.

### Перцепција Шпанског грађанског рата
Ширењу свијести о опасности коју носи фашизам, то јест, свијести о значају антифашизма, у Југославији је, као и у другим деловима Европе, највише доприњело избијање грађанског рата у Шпанији. Ипак, према оцјени историчарке Оливере Милосављевић, ни један догађај није различитије интерпретиран и о њему није различитије писано, него што је то био случај са Шпанијом. Према идеолошким разликама су оцјењивани и узроци грађанског рата, његов ток и коначни резултати: љевица је наступала у борбеном тону, увиђајући историјски значај тог сукоба, грађански кругови су догађај испратили са извјесном дозом бојазни, разочарења и дефетизма, док су фашистички кругови у свему видјели бољшевичку завјеру против шпанског народа и славили коначни тријумф шпанских фашиста. Управо у таквом односу различитих друштвених група према грађанском рату у Шпанији, могу се тражити основе будућих односа према окупацији Југославије и питању антифашистичког отпора.

### Антифашистички рат у Југославији
Није дуго прошло, а питање опредјељења за једну или другу страну постало је од пресудне важности за све политичке актере у земљи. После краткотрајног Априлског рата, Југославија је била окупирана од стране сила Осовине, а различити дијелови њене територије постављени су у неке нове контексте; ипак, без обзира на то који је био статус тих области, њима је била намијењена врло слична судбина у оквиру новог нацистичког и фашистичког поретка на југоистоку Европе. Окупирана Југославија је у том смислу требало да буде по сваку цијену пацификована и интегрисана у њемачки привредни простор. За помоћ у реализацији тог плана окупационе власти су у окупираним областима нашле одређен број сарадника, већином својих идеолошких истомишљеника или представника старих структура моћи.
С друге стране, окупација је изазвала и отпор, прво од стране пуковника Михаиловића у мају 1941. године, а затим и КПЈ, након напада нацистичке Немачке на СССР и прогласа од 4. јула 1941. Свега три дана након позива на устанак против окупатора у Србији је дошло до првих борби, које су се затим у току љета и јесени прошириле и резултирале ослобађањем великог дијела земље. Тек је велика офанзива окупаторских и квислиншких снага у новембру исте године успјела да сломи отпор. Због тога се више од двије и по године (од краја 1941. до љета 1944) Србија налазила у другом плану антифашистичког покрета отпора у Југославији – епицентар борбе против окупатора од тада се налазио у Босни и Херцеговини и граничним дијеловима Хрватске и Црне Горе.
Поред борби на фронту, у градовима су дјеловале бројне групе илегалаца, које су својим одважним актима (саботажама, диверзијама, ликвидацијама, продуковањем пропагандног материјала у илегалним штампаријама, итд.) непрестано узнемиравале окупатора и колаборационистичке снаге. У јесен 1944. центар борби пренет је поново на подручје Србије, а затим је заједничким дејством Народноослободилачке војске и Црвене армије ослобођена цијела њена територија.
У Југославији, носиоци отпора били су претежно раднички слојеви и комунисти – такозвано грађанство, иако можда незадовољно, већином је ћутке и пасивно посматрало развој догађаја. Иако је међу грађанством, као и у чланству грађанских политичких организација, постојао знатан број антифашиста, тек је мањина узела активног учешћа у покрету отпора. Зато се и може рећи да су се прије рата изражена пасивност и резигнација развојем догађаја у Европи, јасно испољиле и у току самог рата.

### Антифашистичко наслеђе Југославије
Након окончања рата дошло је до обнављања југословенске државе, иако је под вођством КПЈ нова заједница добила потпуно нови изглед. Нова Југославија изградила је посебну (нову) легитимацијску основу, будући да је она у сваком погледу представљала недвосмислен прекид у односу на пређашњу традицију. Исходишну тачку те нове легитимације представљала је управо антифашистичка борба 1941–1945 године: она је чинила „грађу којом се представљала и правила комунистичка историја успеха“. Стога је искуство антифашистичке борбе из Другог свјетског рата, његово непрестано истицање и његовање сјећања на њега, наметањем постало дио државне политике и доминантне културе сјећања у Југославији после 1945. године.

## Повезано
- Фашизам
- Антикомунизам
- Анти-антифашизам